# Dynastie Siri Sanga Bo

## Remarque sur la chronologie
Sachant qu'il existe encore aujourd'hui des controverses sur le parinirvana de Siddhartha Gautama, et que le calendrier bouddhiste se basent sur cette date, la date officiel de départ est l'année 543 av. J.-C..
Malheureusement, les différents calendriers utilisés au Sri Lanka pendant l'antiquité font que les années de règnes divergent selon les diverses sources.

## Monarques de la dynastie Siri Sanga Bo

### Royaume de Dambadeniya (1220–1345)
| Portrait | Nom                                | Date de naissance | Date de décès   | Début de règne | Fin de règle    | Relation avec les précédents rois                  |
| -------- | ---------------------------------- | ----------------- | --------------- | -------------- | --------------- | -------------------------------------------------- |
|          | Vijayabahu III                     | -                 | -               | 1220           | 1224            | Prince de sang cingalais                           |
|          | Parakkamabahu II                   | -                 | -               | 1234           | 1269            | Fils plus âgé de Vijayabahu III                    |
|          | Vijayabahu IV                      | -                 | 27 octobre 1270 | 1268           | 27 octobre 1270 | Fils plus âgé de Parakramabahu II                  |
|          | Bhuvanaikabahu I (De Yapahuwa)     | -                 | -               | 1271           | 1283            | Frère de Vijayabahu IV                             |
|          | Interregne                         | -                 | -               | 1283           | 1302            |                                                    |
|          | Parakkamabahu III (De Polonnaruwa) | -                 | -               | 1302           | 1310            | Neveu de Bhuvanekabahu I Fils de Vijayabahu IV     |
|          | Bhuvanaikabahu II (De Kurunagala)  | -                 | -               | 1310           | 1325/1326       | Fils de Buvanekabahu I Cousin de Parakramabahu III |
|          | Parakkamabahu IV (De Kurunagala)   | -                 | -               | 1325/1326      | 1325/1326       | Fils de Bhuvanekkabahu II                          |
|          | Bhuvanaikabahu III (De Kurunagala) | -                 | -               | 1325/1326      | 1325/1326       |                                                    |
|          | Vijayabahu V (De Kurunagala)       | -                 | -               | 1325/1326      | 1344/1345       | Second fils de Chandra Banu (Jaffnapatnam)         |

### Royaume de Gampola (1345–1412)
| Portrait | Nom                                     | Date de naissance | Date de décès | Début de règne | Fin de règle | Relation avec les précédents rois                                     |
| -------- | --------------------------------------- | ----------------- | ------------- | -------------- | ------------ | --------------------------------------------------------------------- |
|          | Bhuvanaikabahu IV                       | -                 | -             | 1344/1345      | 1353/1354    | Fils de Vijayabahu V                                                  |
|          | Parakramabahu V (De Dedigama)           | 1311              | -             | 1344/1345      | 1359         | Fils de Vijayabahu V Frère de Buvanekabahu IV                         |
|          | Vikramabahu III                         | -                 | -             | 1357           | 1374         | Fils de Bhuvanekabahu IV                                              |
|          | Bhuvanaikabahu V                        | -                 | -             | 1372/1373      | 1391/1392    | Fils de la sœur de Vikramabahu III                                    |
|          | Vira Bahu II                            | -                 | -             | 1391/1392      | 1397         | Beau-frère de Bhuvanekabahu V                                         |
|          | Vira Alakesvara (a.k.a. Vijaya Bahu VI) | -                 | -             | 1397           | 1409         |                                                                       |
|          | Parakrama Bahu Epa                      | -                 | -             | 1409           | 1412         | Petit-fils de Senalankahikara Senevirat Ministre de Bhuvanaikabâhu IV |

### Royaume de Kotte (1412–1597)
| Portrait | Nom                                      | Date de naissance | Date de décès | Début de règne | Fin de règle | Relation avec les précédents rois                                                                              |
| -------- | ---------------------------------------- | ----------------- | ------------- | -------------- | ------------ | --- |
|          | Parakramabahu VI                         | -                 | -             | 1412           | 1467         | Fils de Vijayabahu VI et de la reine Sunetra Devi Troisième Fils de Chandra Banu de Yapa Patuna (Jaffnapatnam) |
|          | Jayabahu II (Vira Parakrama Bahu VII)    | -                 | -             | 1467           | 1472         | Fils de la fille naturelle (Ulakudaya Devi) de Parakramabahu II                                                |
|          | Bhuvanekabahu VI (a.k.a. Sapumal Kumara) | -                 | 1478/1480     | 1472           | 1478/1480    | Fils de Parakramabahu VI                                                                                       |
|          | Parakramabahu VII                        | -                 | -             | 1480           | 1484         | |
|          | Parakramabahu VIII                       | -                 | -             | 1484           | 1518         | Ambulagala Kumara Fils de Parakramabahu VI                                                                     |
|          | Dharma Parakramabahu IX (De Kelaniya)    | -                 | -             | 1509           | 1528         | Fils de Vira Parakramabahu VIII                                                                                |
|          | Vijayabahu VII                           | -                 | 1521          | 1509           | 1521         | Frère de Dharma Parakramabahu IX Raja de Menik Kadavara                                                        |
|          | Bhuvanekabahu VII                        | -                 | 1551          | 1521           | 1551         | Fils plus âgé de Vijayabahu                                                                                    |
|          | Dharmapala (a.k.a. Dom Joaõ Dharmapala)  | -                 | 27 mai 1597   | 1551           | 27 mai 1597  | Petit-fils et héritier de Bhuvanekabãhu VII                                                                    |

### Royaume de Sitawaka (1521–1593)
| Portrait | Nom                               | Date de naissance | Date de décès | Début de règne | Fin de règle | Relation avec les précédents rois                 |
| -------- | --------------------------------- | ----------------- | ------------- | -------------- | ------------ | ------------------------------------------------- |
|          | Mayadunne                         | 1501              | 1581          | 1521           | 1581         | Frère de Bhuvanekabahu VII Fils de Vijayabahu VII |
|          | Rajasinha I (a.k.a. Tikiri Banda) | 1544              | 1593          | 1581           | 1593         | Fils de Mayadunne                                 |

### Source historique
- Livre en cingalais Rajaveliya